# Überschallmunition

Akustische Geschossknallbeschreibung eines Überschallprojektils, idealisiert dargestellt für konstante Geschossgeschwindigkeit

Graphische Darstellung der Gasströmung beim Austritt eines Überschallprojektils aus einem Lauf

Überschallmunition ist die Bezeichnung für Munition, die so konstruiert ist, dass deren Projektile den Lauf einer Schusswaffe mit einer Mündungsgeschwindigkeit oberhalb der Schallgeschwindigkeit verlassen. Ist die Munition für eine geringere Mündungsgeschwindigkeit ausgelegt, handelt es sich um Unterschallmunition.
Die Projektile der meisten modernen Handfeuerwaffen, mit Ausnahmen vor allem bei Faustfeuerwaffen, erreichen eine Mündungsgeschwindigkeit oberhalb der Schallgeschwindigkeit von 343 m/s.
Bei deren Abschuss entsteht zusätzlich zum Mündungsknall ein lauter Geschossknall. Von der zu einer Stoßwelle komprimierten Luft an der Spitze des Geschosses geht dabei eine Schallwelle aus. Diese Wellenfront ist annähernd wie ein Rotations-Hyperboloid geformt und folgt dem langsamer werdenden Geschoss. Eine zweite, etwa kegelförmige Stoßwelle mit etwas kleinerem Spitzenwinkel entsteht am Heck des Geschosses (oder etwas dahinter). Insbesondere von den Kanten des Geschosses gehen schwächere Wirbel aus. An flacheren Geschossübergängen bilden sich sogenannte Prandtlsche-Expansionszonen aus.